# Scopula subcarnea
Scopula subcarnea är en fjärilsart som beskrevs av W. Warren 1900. Scopula subcarnea ingår i släktet Scopula och familjen mätare. Inga underarter finns listade.